# 加特契納宮
59°33′48″N 30°6′27″E / 59.56333°N 30.10750°E
加特契納宮（羅馬化：Bolshoy Gatchinskiy dvorets）是位於俄羅斯聖彼得堡郊外城市加特契納的一座宮殿建築，修建於1766年至1781年期間。加特契納宮是一座典型的俄羅斯18至19世紀古典主義建築，也是俄羅斯皇室最喜歡的宮殿之一。俄羅斯帝國末代皇帝尼古拉二世在加特契納宮度過了他的青年時期。